# Arnold Classic
Arnold Classic, rebatejada Arnold Fitness Weekend, és un competició anual de culturisme entre els millors culturistes professionals del món, que té lloc a Columbus (Ohio). Va ser creada per Arnold Schwarzenegger i el seu soci James J. Lorimer el 1989.

## Història
És considerada la competició més lucrativa en el culturisme, amb un grans premis. El primer premi consisteix en un xec de $ 130.000, un vehicle Hummer, i un rellotge Audemars Piguet. L'Arnold Classic rivals del Mr Olympia en prestigi i popularitat. Igual que la majoria de les competicions de culturisme, és sempre molt disputada.
L'Arnold Classic inclou tres concursos diferents per a les dones:
- Ms. International
- Fitness International
- Figure International

També s'ha ampliat per oferir gimnàstica, cheerleading, dansa, esgrima, patinatge, tennis de taula, ioga, arts marcials, tir amb arc, lluita, aixecament de peses i molts altres esports.
L'Arnold Strongman Classic s'ha convertit en un dels esdeveniments de més alt perfil en el calendari. A partir de 2006, els esdeveniments en la boxa, arts marcials i patinatge artístic es van afegir a la Nationwide Arena.
L'Expo Arnold es porta a terme en el Greater Columbus Convention Center, mentre que les finals de la musculació, fitness, figura i home fort de les competicions es duen a terme en el Comtat de Franklin Veterans Memorial Auditorium. La data per a l'esdeveniment de 2010 va ser 4 març - 7 març, 2010.

## Guanyadors
| Any  | Arnold Classic    | Ms. International | Fitness International    | Figure International |
| ---- | ----------------- | ----------------- | ------------------------ | -------------------- |
| 1989 | Rich Gaspari      | Jackie Paisley    |                          |                      |
| 1990 | Mike Ashley       | Laura Creavalle   |                          |                      |
| 1991 | Shawn Ray         | Tonya Knight      |                          |                      |
| 1992 | Vince Taylor      | Anja Schreiner    |                          |                      |
| 1993 | Flex Wheeler      | Kim Chizevsky     |                          |                      |
| 1994 | Kevin Levrone     | Laura Creavalle   |                          |                      |
| 1995 | Mike Francois     | Laura Creavalle   |                          |                      |
| 1996 | Kevin Levrone     | Kim Chizevsky     |                          |                      |
| 1997 | Flex Wheeler      | Yolanda Hughes    | Carol Semple-Marzetta    |                      |
| 1998 | Flex Wheeler      | Yolanda Hughes    | Susie Curry              |                      |
| 1999 | Nasser El Sonbaty | Vickie Gates      | Susie Curry              |                      |
| 2000 | Flex Wheeler      | Vickie Gates      | Kelly Ryan               |                      |
| 2001 | Ronnie Coleman    | Vickie Gates      | Jenny Worth              |                      |
| 2002 | Jay Cutler        | Yaxeni Oriquen    | Susie Curry              |                      |
| 2003 | Jay Cutler        | Yaxeni Oriquen    | Susie Curry              | Jenny Lynn           |
| 2004 | Jay Cutler        | Iris Kyle         | Adela Garcia-Friedmansky | Jenny Lynn           |
| 2005 | Dexter Jackson    | Yaxeni Oriquen    | Jen Hendershott          | Jenny Lynn           |
| 2006 | Dexter Jackson    | Iris Kyle         | Adela Garcia             | Mary Elizabeth Lado  |
| 2007 | Victor Martinez   | Iris Kyle         | Kim Klein                | Mary Elizabeth Lado  |
| 2008 | Dexter Jackson    | Yaxeni Oriquen    | Kim Klein                | Gina Aliotti         |
| 2009 | Kai Greene        | Iris Kyle         | Jen Hendershott          | Zivile Raudoniene    |
| 2010 | Kai Greene        | Iris Kyle         | Adela Garcia             | Nicole Wilkins-Lee   |